# Gudo
Gudo es una comuna suiza del cantón del Tesino, localizada en el distrito de Bellinzona, círculo del Tesino. Limita al norte y este con la comuna de Sementina, al sureste con Giubiasco, al sur con Sant'Antonino y Cadenazzo, y al oeste con Cugnasco-Gerra.
Las localidades de Progero, Cimalloco, Caneggio, Malacarne, Malcantone, Mondato, Casa Cima, Pian Marnino, Rotonda, Santa Maria, San Nazzaro y Sasso Grande, forman parte del territorio comunal.

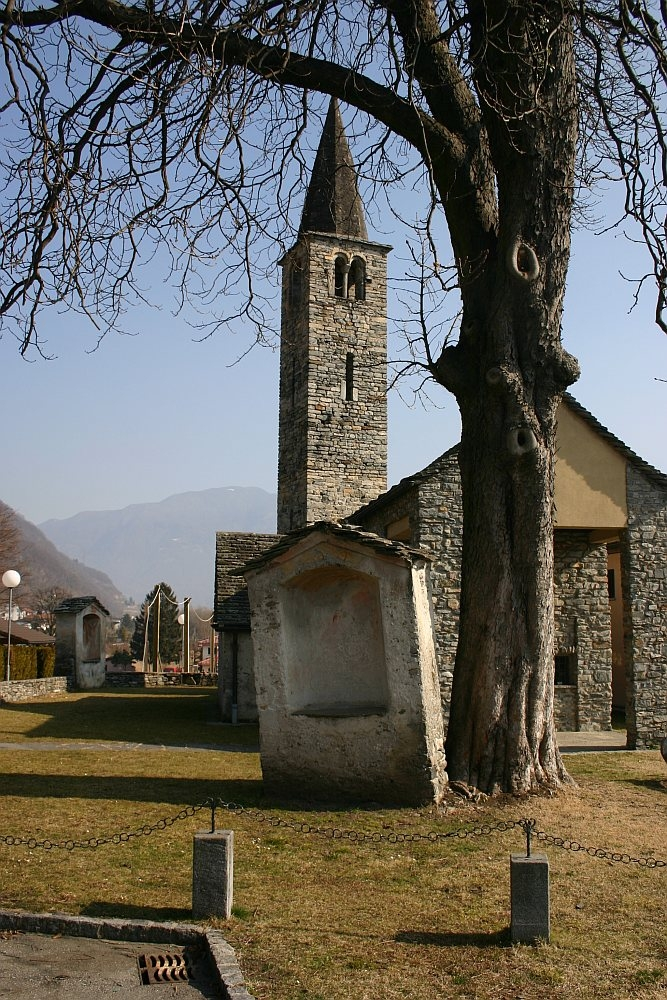
Iglesia Santa María, Gudo.